# Pseudorabdion taylori
Pseudorabdion taylori — вид змій родини полозових (Colubridae). Ендемік Філіппін. Вид названий на честь американського герпетолога Едварда Харрісона Тейлора.

## Поширення і екологія
Pseudorabdion taylori мешкають на півдні острова Мінданао, в провінціях Сарангані і Південний Котабато. Вони живуть у вологих рівнинних і гірських тропічних лісах, на висоті від 204 до 1570 м над рівнем моря.

## Збереження
МСОП класифікує стан збереження цього виду як близький до загрозливого. Pseudorabdion taylori загрожує знищення природного середовища.